# Івано-Франківський фізико-технічний ліцей-інтернат
Івано-Франківський науковий фізико-технічний ліцей Івано-Франківської обласної ради — середній загальноосвітній навчальний заклад.
(до 2012 року — Обласна спеціалізована школа-інтернат «Фізико-технічний ліцей при Івано-Франківському національному технічному університеті нафти і газу») 
(до 2024 року - Івано-Франківський фізико-технічний ліцей-інтернат Івано-Франківської обласної ради)
У липні 2013 року ліцей переїхав у приміщення Угорницької школи-інтернату для дітей-сиріт за адресою вул. Тополина, 6.

## Про ліцей
Метою діяльності ліцею є пошук, навчання і виховання здібних до точних наук дітей, формування високоосвіченої національно свідомої особистості. Ліцей дає загальну середню освіту, забезпечує поглиблені знання з фізики, математики, інформатики, проводить профорієнтаційну підготовку до навчання в Національному технічному університеті нафти і газу та інших вузах.

## Історія створення
Навчальний заклад створений у 1992 році розпорядженням представника Президента України як Фізико-технічний ліцей при Івано-Франківському інституті нафти і газу (ІФНТУНГ). Ініціаторами створення ліцею були Богдан Михайлович Томенчук, тодішній начальник Управління освіти обласної державної адміністрації; Василь Петрович Степанюк, кандидат геолого-мінералогічних наук, професор кафедри польової нафтогазової геофізики ІФНТУНГ; Євстахій Іванович Крижанівський, ректор ІФНТУНГ, доктор технічних наук, професор, член-кореспондент Національної академії наук України.

## Керівництво ліцею
- Директор ліцею — Янишівський Мирослав Ярославович, кандидат технічних наук, лауреат обласної педагогічної премії ім. академіка Стельмаховича.
- Заступник директора з навчально-виховної роботи — Шарманський Богдан Ярославович.
- Заступник директора з науково-методичної роботи — Яворський Андрій Анатолійович (до 2024 року - Пиріг Юрій Степанович.

## Структура ліцею
Ліцей працює в складі 1—3 курсів по 3 групи (класи) на кожній паралелі. Це відповідає 9—11 класам загальноосвітньої школи. До ліцею зараховуються учні, які закінчили 8 клас загальноосвітньої школи та пройшли конкурсний відбір. Іногородні ліцеїсти проживають в інтернаті (гуртожитку ІФНТУНГ).
Ліцей є структурним підрозділом національного технічного університету нафти і газу. Навчальний заклад працює як на власній матеріально-навчальній базі, так і на матеріально-навчальній базі Університету.
Структура навчального року і режим навчально-виховної роботи в ліцеї максимально узгоджені зі структурою та режимом, прийнятими в Університеті нафти і газу. Заняття проводяться парами. Навчальний рік ділиться на два семестри.
Заняття в ліцеї ведуть висококваліфіковані спеціалісти. Серед них — 3 кандидати наук, 32 вчителі вищої категорії, 2 відмінники освіти України.
У ліцеї обов'язковою є учнівська форма одягу — ліцейний однострій. В однострій входить піджак бордового кольору, біла сорочка з темною краваткою та чорні однотонні штани (дівчатам дозволено спідниці). Також обов'язковою на території ліцею є наявність ідентифікатора, що містить фотографію, прізвище і групу ліцеїста. Для хлопців обов'язковою є коротка стрижка. За недотримання однострою ліцеїсту може виноситись догана.
Важливим стимулом у навчанні для ліцеїстів є рейтинг, на який впливають як оцінки (помножені на коефіцієнти залежно від профільності предмету, наприклад математика — 5), так і додаткова робота (олімпіади, турніри, спортивні досягнення). Залежно від місця в рейтингу ліцеїсту дозволяють чи не дозволяють взяти участь у призовій поїздці.

## Навчання
Ліцей працює за програмою загальноосвітньої школи. Окрім цього, ліцеїсти проходять поглиблені курси математики (наприклад вже на першому курсі зачіпається комбінаторика та початки теорії ймовірностей), фізики (існує також додатковий практичний курс у фізичній лабораторії ІФНТУНГ), інформатики (учасники команд олімпіад і турнірів та інші охочі додатково можуть пройти короткий курс алгоритміки, який веде викладач чи випускник ліцею, що вже брав участь в олімпіадах), хімії.
Завдяки цьому ліцеїсти майже завжди беруть призові місця на обласних олімпіадах з цих предметів, і не тільки з них, а й з непрофільних предметів (біології, географії, історії, англійської мови та інших). На обласну олімпіаду ліцей формує окрему команду від команди міста. Ліцеїсти гідно представляють область на олімпіадах всеукраїнського рівня. Наприклад на UOI — 2007 в Кременчуці, Івано-Франківська область була представлена тільки чотирма ліцеїстами.
Особлива увага в ліцеї також приділяється патріотичному вихованню та допризовній підготовці. Це відбувається під час ліцейних підходів, а також на уроках ДПЮ, де ліцеїсти посилено вивчають вогневу, стройову та інші види військової підготовки з полковником десантних військ, яка завершується практичним вишколом на Лисецькому полігоні, в який входить вогнева підготовка з бойовою зброєю.
В ліцеї на високому рівні також викладаються і гуманітарні предмети, англійська та українська мови. В ліцеї працювала Марія Петрівна Бабій — поетеса, член спілки письменників України.

## Громадське життя
В ліцеї працюють осередки Всеукраїнських молодіжних громадських організацій, добровільні об'єднання та клуби за інтересами, наукове товариство ліцеїстів.
Традиційними є перемоги ліцеїстів на обласному конкурсі стройової пісні на відзначення річниці створення УПА. Працюють колективи художньої самодіяльності: осередок «Молода Українка», драмгурток.
Щороку проводиться культурно-спортивне свято «Козацькі забави», особисто-командна першість ліцею з шахів, легкої атлетики та кульової стрільби, Андріївські вечорниці, а також Осінній та Зимовий бали.
- Дискоклуб — ліцеїсти під керівництвом Базовського Сергія Володимировича, які відповідають за мікшер та іншу аудіотехніку під час урочистостей.
- Прапороносці — ліцеїсти (1 хлопець та двоє дівчат), які відповідають за урочистий вніс та виніс прапора і книги почесті під звуки Козацького Маршу.
- Волейбольний гурток — під керівництвом вчителя фізкультури Микитюка Богдана Степановича.
- Футзальний гурток — під керівництвом вчителя фізкультури Микитюка Богдана Степановича.
- Баскетбольний гурток — під керівництвом вчителя фізкультури Микитюка Богдана Степановича.
- Шаховий та шашковий гуртки — під керівництвом вчителя фізкультури Микитюка Богдана Степановича.
- Гурток з бадмінтону — під керівництвом вчителя фізкультури Микитюка Богдана Степановича.
- Ліцейний вісник — видання ліцею. Редагується ліцеїстами та викладачами.
- Фотоклуб — організація, що займається створенням фотостінгазети.
- Відеоклуб — організація, що займаєтьмя створенням відео для ліцейних соцмереж.

## Ліцей у поході
Ліцей у поході дещо відрізняється від ліцею під час навчання. По-перше, викладачі та ліцеїсти проводять разом увесь день. По-друге, вони знаходяться не в приміщенні ліцею, а десь далеко від дому. Тому поведінка ліцеїстів та адміністрації змінюється.
Перед поїздкою ліцеїсти проходять інструктаж, де їм пояснюють правила техніки безпеки, розповідають що потрібно взяти в похід, та дають іншу потрібну інформацію. Також ліцеїсти отримують похідні співаники.
У поїздці зазвичай беруть участь директор, один чи кілька його заступників, керівники груп, деякі викладачі та медик. Кожна група формує три чоти: комендантську, господарську, кухонну. Функції чот почергово змінюються. В особовий склад входять лише хлопці.
Обов'язок комендантської чоти — слідкування за дотриманням порядку, охорона території для ночівлі вночі, шикування ліцеїстів на лінійки та підйом і опускання прапора. Чотою командує чотар, який особисто доповідає директору.
Господарська чота слідкує за тим, щоб місце для ночівлі було придатним для проживання, постачає воду для вмивання, прибирає територію та слідкує за тим, щоб на привалах не залишалось ніяких слідів.
Кухонна чота допомагає кухарю (носить воду, рубає дрова, чистить картоплю, обслуговує стіл) та відповідає за забезпечення продовольством протягом походу (перед походом розливає чай в пляшки, роздає консерви, бутерброди та інші можливі елементи сухого пайка).
Перед походом проводиться ранкова лінійка. На ранковій лінійці ліцеїсти співають Боже Великий, Єдиний та кілька інших пісень, наприклад «Хтось та й вродиться». Вміст співаника варіюється від поїздки до поїздки. Після отримання інформації про похід та перевірки готовності лінійка закінчується, і ліцей вирушає в похід.
Вечірня лінійка проводиться після вечері, перед відбоєм. На ній співають «Ще не вмерла Україна» та інші пісні, а також проводять підсумок дня, виголошують подяки та догани.
Похід відбувається в режимі 45/5 (45 хвилин походу на 5 хвилин привалу), як і пари. Також відбуваються великі привали для обіду та на ключових точках маршруту.

## Призові поїздки
Для заохочення ліцеїстів, які досягли найкращих успіхів у навчанні та громадсько-корисній діяльності, протягом навчального року за рахунок ліцею здійснюється по одній 4-денній призовій поїздці для збірної команди курсу.

### Львів
Збірна 1-го курсу здійснює екскурсійну поїздку до Львова. Ліцеїсти знайомляться з пам'ятками історії та культури столиці Галичини, відвідують патріарший собор УГКЦ Святого Юра, музеї Франка та Грушевського, Личаківське кладовище.

### Маківка
Другокурсники проводять призову поїздку історичними місцями Тухольщини. Вони відвідують місця, описані Іваном Франком у повісті «Захар Беркут», криницю Франка, здійснюють сходження на військовий меморіал Українських Січових Стрільців на горі Маківка.

### Говерла
Третьокурсники як призову поїздку здійснюють сходження на г. Говерла. Воно проводиться в половині жовтня на ознаменування роковин створення Української Повстанської Армії. Похід починається на туристичній станції Заросляк. Потім ліцеїсти відвідують метеостанцію та станцію біологів на горі Пожижевська, де біолог розповідає про флору Карпат, а метеоролог про свою роботу. Потім відбувається підйом на Говерлу. Спуск проходить по Чорногірському хребту, через гору Шпиці та Ребра.

### Київ — Канів
Крім цього, ліцеїсти всіх курсів, які мають найбільше здобутків, можуть брати участь у призовій поїздці Київ — Канів. У програму входять екскурсії Києвом, та відвідування Тарасової гори в Каневі.

## Практики
Відповідно до історичних традицій українських елітних шкіл Галичини після закінчення навчального року ліцеїсти I та II курсів проводять шестиденні мандрівки по Карпатах. Вони зараховуються як навчальна краєзнавча практика.

### Поляниця
Першокурсники проживають на Бойківщині, в селі Поляниця, за Болеховом.
У програму походів входять:
- Відвідини музеїв у Болехові
- Відвідини декількох церков
- Сходження на гору Ключ
- Сходження на Скелі Довбуша

### Бистриця
Другокурсники проходять практику на Гуцульщині, в селі Бистриця Надвірнянського району. Їхніми руками в 2000 році споруджено пам'ятний знак на місці загибелі у 1954 році полковника УПА Грома-Твердохліба та його дружини на горі Березовачці біля цього села. Крім того, в цьому місці існує криївка що відтворює криївку Грома.
В програму походів входять:
- Березовачка
- Перевал Легіонів
- Зустріч з ветераном УПА
- Довбушанка